# N2001
FOMA N2001（フォーマ・エヌ に まる まる いち）は、NEC製のNTTドコモの第三世代携帯電話 (FOMA) 端末である。開発コードネームは"neptune"、アプリケーションMPUはV850Eである。

## 概要
N2001は2001年5月のFOMA試験サービス時からリリースされた初代FOMA端末である。カラーバリエーションはシルバーとレッドの2種類。
メインディスプレイには2.2インチ有機ELディスプレイを採用していたが、故障が多く明るい場所ではほとんどディスプレイが見えないなど、問題が多かった。

## 端末のバージョン
- 試験サービス中、パソコンに接続したインターネット通信に対応するため、一旦回収して利用者へ再度配布された。
- 本サービス開始時にリリースされた端末は、初代端末にはなかった受話部スピーカーの半円模様がデザインされた。
- 初期の端末のプリインストールの待ち受け画面には、ワールドトレードセンターが含まれたマンハッタンの街並みが存在したが、同年9月にアメリカ同時多発テロ事件が発生したことから、後に動物の画面に変更された。

## 内蔵着信メロディー
- ツァラトゥストラの伝説
- TRUTH
- ミッション:インポッシブル2
- Summer
- TEARS IN HEAVEN
- IN THE MOOD
- ハンガリー舞曲
- ワルキューレの騎行
- アイネ・クライネ・ナハトムジーク
- 威風堂々

## 歴史
- 2001年1月19日　テレコムエンジニアリングセンター(TELEC)による技術基準適合証明（技術基準適合証明番号XYAA0000001～0000110）
- 2001年2月14日　TELECによる技術基準適合証明（技術基準適合証明番号XYAA0000111～0000160）
- 2001年2月19日　TELECによる技術基準適合証明の工事設計認証（工事設計認証番号XYAA0001）
- 2001年4月5日　 TELECによる技術基準適合証明の工事設計認証（工事設計認証番号XYAA0005）
- 2001年4月10日　電気通信端末機器審査協会による技術基準適合認定の設計認証（設計認証番号A01-0278JP）
- 2001年5月1日　 試験サービス用に貸与開始
- 2001年10月1日　関東地区で発売

## 形状

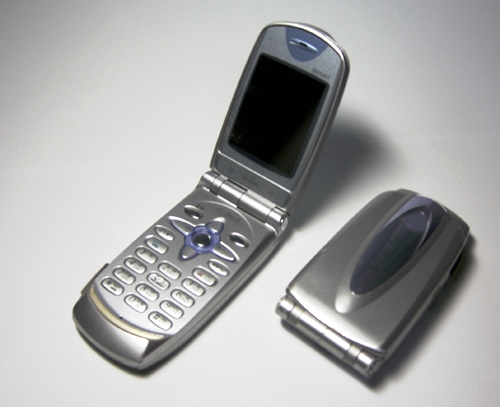
N2001 左側・開いた状態、右側・折りたたみ状態